# Герук Олег Анатолійович
Герук Оле́г Анато́лійович — старшина Збройних сил України, 95-та Житомирська окрема аеромобільна бригада.

## Нагороди
29 вересня 2014 року — за особисту мужність і героїзм, виявлені у захисті державного суверенітету та територіальної цілісності України, вірність військовій присязі під час російсько-української війни, відзначений — нагороджений орденом «За мужність» III ступеня.